# Décio (exarca)
Décio patrício romano e general bizantino, é tido como o primeiro exarca de Ravena, durante o reinado do Imperador Maurício. Ele exerceu  o poder entre os anos 576 e 585. Alguns autores entretanto apontam-no como, não o primeiro, senão, o sucessor de Baduário (575-576)  como exarca de Ravena.

## O Exarcado da Itália
O período em que Décio fora exarca era um período em que a região não tinha uma forma administrativa ainda efetiva. Em 580, Tibério II Constantino havia dividido o Exarcado em cinco províncias ou heptarquias: Anonária, Calábria, Campânia, Emília e Urbicária.
Mas fora Maurício que, em 584 além de uma outra reforma territorial, firmou a constituição dos ducados. Ainda assim, por aquele tempo, as fronteiras do Exarcado da Itália não eram definitivas por causa do estado de guerra incessante entre os lombardos e bizantinos. O Exarcado de Ravena realmente nasceu com a reforma de Maurício e Décio foi seu primeiro conhecido Exarca. A menção mais segura de seu exarcado é datada de uma carta fragmentária, datada de 584 do papa Pelágio II. Ele é identificado com a "Domno Décio Patricio" mencionado na mesma carta, pouco antes, que, segundo alguns, no entanto, era sim um senador romano. Já no ano seguinte, em 585, ele foi substituído por Esmaragdo I. A imensa probabilidade faz do patrício Décio, mencionado na carta de Pelágio II, como o sendo o mesmo exarca de Ravena; isto faz dele [se afirmativo] o primeiro, documentalmente identificado, exarca da Itália; o que poderia significar que ele tenha chegado à Itália no ano de 579 com as tropas bizantinas.
Em outubro de 584 Décio reuniu o norte da Itália em um exarcado com sede em Ravena, como fora feito nos anos anteriores (de 572 a 582) com as províncias bizantinas da África, Mauritânia, Numídia, Cartagena e Tripolitana. Por outro lado os ducados de Espoleto e Benevento e as cidades de Milão, Pávia e Monza estavam sob o domínio Lombardo. Como representassem um risco iminente ao poder bizantino na Itália, Décio viu-se obrigado a negar ajuda ao papa Pelágio II, que enviara seu legado, e futuro papa, Gregório Magno, para conseguir apoio contra as constantes incursões lombardas. Por conta disso, no mesmo ano de 584, o imperador Maurício tomou novas providências, reformulando a partilha do território em sete distritos da organização, acompanhados de perto e governado peloexarca de Ravena que tinha então em Ravena a sua capital. Eram a Pentápole (Rimini, Pesaro, Ancona, Senigália e Fano) seguidas depois de (Gubbio, Cagli, Urbino, Fossombrone, Jesi, Osimo), que eram as fornecedoras de trigo em Roma forma de um imposto, como foi em toda a Itália ao norte do Rubicão durante o Império.
Seguiu-se depois o Urbicária reduzido ao Património de São Pedro em Roma, a Ligúria, o Veneto, a Ístria, Nápoles, incluindo Brúzio, a Lucânia e a Apúlia.
Entre seus antecessores e sucessores imediatos estavam:
- Governadores militares:
- Belisário (535-567) e (544-548) - Foi o primeiro general bizantino a governar a região, dentro do longo período de domínio Bizantino (540-751).
- Narses (552-568)
- Longino (568-573)

- Exarcas de Ravena (Governadores bizantinos da Itália)
- Baduário (575-576)
- Décio 576-585
- Esmaragdo I (585-589) e (603 - após 608) - morto em 611 - Ele se tornou conhecido por sua resistência contra os cismáticos tricapitolinos de Veneza. No seu segundo mandato, ele assinou uma trégua com os lombardos, que era renovada anualmente.
- Juliano (589) - Atestado em uma inscrição em 31 de Março de 589; nada se sabe sobre ele; seu mandato durou apenas alguns meses de qualquer maneira.
- Romano (589-596). Ele tentou, em aliança com os francos, para subjugar os lombardos. Teve revezes políticos e doutrinários com o papa Gregório Magno (590-604). Rebelou-se contra o imperador Maurício (602-610) e deu suporte aos adversários religiosos monotelistas. Ele morreu pouco tempo depois.
- Calínico (596-603) - Persuadido pelo papa Gregório Magno, ele assinou uma trégua de dois anos com os lombardos (598).
- Fócio (?608-613?) - Mencionado na biografia hagiográfica de São Teodoro de Siceão como Exarca, provavelmente foi entre o final do reinado de Focas (602-610) e o início do reinado de Heráclio (610-641). Nada se sabe dele.
- João I Lemígio - (?615-616)
- Eleutério (616-619) morto durante uma repressão.